# Mary Ann Cooke
Mary Ann Cooke, senare Wilson, född 1783, död 1868, var en brittisk missionär. Hon var den första kvinnliga missionären i Indien, och är berömd för att hon grundade de första skolorna för flickor i Indien. 

## Biografi
Mary Ann Cooke var verksam som guvernant i England innan hon blev verksam som missionär. Hon anlitades 1817 av British and Foreign School Society (BFSS), som hade engagerat sig för indiska kvinnors ställning. Det rådde vid denna tid engagemang för indiska kvinnors ställning så som änkebränning och barnäktenskap, och BFSS engagerade sig för det faktum att inga skolor var öppna för flickor i Indien, och att de sällan fick lära sig att läsa, räkna och skriva. De kontaktades av Calcutta School Society i Indien, som bad om att en kvinna skulle sändas ut för att etablera skolor för indiska flickor. Mary Ann Cooke blev den första brittiska kvinnliga missionär som sändes till Indien; tidigare hade visserligen hustrurna till brittiska missionärer i praktiken fungerat som missionärer, men Cooke var den första officiella missionären, då hon var ogift. 
Hon anlände till Calcutta i november 1821 i sällskap med den manliga missionären Isaac Wilson, som blev änkling strax efter framkomsten, varpå han förlovade sig med Cooke. Vid ankomsten till Calcutta anställdes Cooke vid Church Missionary Society (CMS) i Calcutta. I Calcutta fanns vid denna tid ett nät av missionärsskolor för den inhemska befolkningen, men de undervisade endast pojkar. Att undervisa flickor var en känslig sak, då det fanns önskemål om att de skulle undervisas separat från pojkar och bara ha kvinnliga lärare, utöver det faktum att många indier ansåg att kvinnor inte hade förmågan att tillägna sig ens den grundläggande bildningsnivå som brittiska missionärer förespråkade, och som vid denna tidpunkt hade blivit okontroversiell i England. 
Mary Ann Cooke lyckades med stöd från missionärssällskapet grunda ett nät av separata flickskolor och övertala hinduiska föräldrar att låta deras döttrar gå där. Argumentet var att flickorna skulle bli bättre hustrur och mödrar om de hade grundläggande baskunskaper. Hon lät också utbilda indiska kvinnor - företrädesvis änkor och övergivna hustrur - till skollärare. Skolorna var enkla grundskolor som erbjöd grundämnen som att läsa, skrivna och räkna. Det var en typ av basbildning som var okontroversiell i Europas småbarnsskolor, men som var radikal i Indien och grundade flickors utbildning där. 
Hennes betydelse var inte underskattad. När missionärssällskapet i Madras 1822 skickade efter hennes fästman Isaac Wilson, mottog de protester från CMS Corresponding Committee i Calcutta, som påpekade att Cooke var förlovad med Wilson och skulle tvingas följa honom till Madras om hans stationerades där, vilket skulle orsaka stor skada för missionens skolprojekt i Calcutta: 
“having embarked in a cause for which she is eminently qualified, & having published her purpose & solicited & obtained considerable public support, were she to leave Bengal, it would probably prove injurious to the Missionary cause generally, & certainly to the cause of Female education.”
Det noterades att hon vid denna tidpunkt redan övervakade 12 nygrundade flickskolor med 290 elever; i december 1823 hade hon 300 elever i 24 skolor. 
Mary Ann Cooke gifte sig med Isaac Wilson i april 1823. I mars 1824 överläts Cookes flickskolor av CMS till det nygrundade Ladies Society for Native Female Education in Calcutta and its Vicinity. Mary Ann Wilson blev änka 1828. Hon var fortsatt verksam vid flickskolorna i Calcutta, men överlät skolinspektionen till Ladies Society och ägnade sig själv till att utbilda kvinnliga skollärare fram till att hon återvände till England 1844. 